# 8è districte congressual d'Arizona
El 8è districte congressual és un districte congressual que elegeix un representant per a la Cambra de Representants dels Estats Units per l'estat d'Arizona. Segons l'Oficina del Cens, l'any 2011 el districte tenia 747 082 habitants. Actualment, el districte és representat pel Republicà Trent Franks. Comprèn els comtats de Cochise i parts dels comtats de Pima, Pinal i Santa Cruz. Giffords va rebre un tret al cap en un esdeveniment públic el 8 de gener de 2011. El director de districte també va rebre un tret i va morir.

## Geografia
El 8è districte congressual està situat en les coordenades 33° 41′ 44″ N, 112° 17′ 59″ O / 33.69556°N,112.29972°O 33° 41′ 44″ N, 112° 17′ 59″ O / 33.69556°N,112.29972°O / 33° 41′ 44″ N, 112° 17′ 59″ O / 33.69556°N,112.29972°O, 33° 41′ 44″ N, 112° 17′ 59″ O / 33.69556°N,112.29972°O.

## Demografia
Segons l'Oficina del Cens dels Estats Units, el 2011 hi havia 747082 persones residint en el 8è districte congressual. Dels 747082 habitants, el districte estava compost per 647320 (el 86,6%) blancs; d'aquests, 625564 (el 83,7%) eren blancs no llatins o hispans. A més 26691 (el 3,6%) eren afroamericans o negres, 7496 (l'1%) eren natius d'Alaska o amerindis, 21724 (el 2,9%) eren asiàtics, 1331 (el 0,2%) eren natius de Hawaii o illencs del Pacífic, 39659 (el 5,3%) eren d'altres races i 24617 (el 3,3%) pertanyien a dues o més races. Del total de la població 164214 (el 22%) eren hispans o llatins de qualsevol raça; 142053 (el 19%) eren d'ascendència mexicana, 5220 (el 0,7%) porto-riquenya i 1229 (el 0,2%) cubana. A més de l'anglès, 2339 (el 13,4%) persones majors de cinc anys parlaven espanyol perfectament.
El nombre total de llars en el districte era de 310185, i el 63,2% eren famílies en la qual el 24,3% tenien menors de divuit anys vivint amb ells. De totes les famílies vivint en el districte, només el 49% eren matrimonis. Del total de llars en el districte, el 5,1% eren parelles que no estaven casades, mentre que el 0,6% eren parelles del mateix sexe. La mitjana de persones per llar era de 2.35.
El 2011 els ingressos mitjans per llar en el districte congressual eren de 50311 dòlars, i els ingressos mitjans per família eren de 78734 dòlars. Les llars que no formaven una família tenien uns ingressos de 116577 $. El salari mitjà a temps complet per als homes era de 48598 $ i de 36121 $ per a les dones. La renda per capita per al districte era de 27805 $. Al voltant del 9,6% de la població estaven per sota del llindar de pobresa.